# Ryszard Kulesza
Ryszard Kulesza (né le 28 septembre 1931 à Varsovie, et décédé le 19 mai 2008 dans la même ville) était un footballeur, entraîneur et dirigeant polonais. Il a été entraîneur de l'équipe nationale de Pologne ainsi que de l'équipe de Tunisie. 

## Biographie
Son père est tué durant le Siège de Varsovie (1939) et Kulesza lui-même, est chanceux de survivre, lorsqu’un soldat allemand le pousse sous un char. Après l’insurrection, il est déporté, de force, en Allemagne comme  “ouvrier oriental”, mais il s’échappe et retourne en Pologne à pied. 
Après la guerre, Kulesza joue dans différentes équipes, telles que l'Okęcie Warszawa, le Polonia Varsovie, et le Polonia Bydgoszcz. Il termine sa carrière de footballeur en 1961, et commence alors une carrière d’entraîneur. 
En 1972-1974, Kulesza dirige le Lechia Gdańsk, et à compter de 1974, il entraîne plusieurs sélections nationales telles que les moins de 21 ans polonais (1974–1975), et les moins de 23 ans (1975–1978). En 1976, Kulesza est co-sélectionneur national avec Kazimierz Górski, puis avec Jacek Gmoch (1976–1977 et 1978). En octobre 1978, après la démission de Gmoch, il assure la fonction de manager général de l'équipe de Pologne, mais quitte le poste en décembre 1980, à la suite de l’incident de l'Aéroport Frédéric Chopin de Varsovie. Il est remplacé à ce poste par Antoni Piechniczek. 
Dans les années 1980, Kulesza travaille en Tunisie et au Maroc, retournant en Pologne à la fin de la décennie. Il devient alors actif au sein de la Fédération polonaise de football (PZPN), et fonde l’école de formation des entraîneurs de football, plus connue sous le nom de Kuleszówka. Il lutte activement contre la corruption, et en 1993, il soutient la destitution du Legia Varsovie de son titre de champion, après une écrasante victoire contre le Wisla Vracovie (6-0 à Cracovie même), lors d’un match jugé "scandaleux". 
Souffrant de la maladie d'Alzheimer, Kulesza est interné à la fin de sa vie et décède dans un hôpital. Il est enterré le 29 mai 2008, au cimetière Czerniaków à Varsovie. 

## Carrière d'entraîneur
- 1972-1974 :  Lechia Gdańsk
- 1978-1980 :  Équipe de Pologne
- 1981-1983 :  Équipe de Tunisie
- 1984-1986 :  MC Oujda
- 1986-1987 :  Club sportif sfaxien
- 1987-1988 :  Club athlétique bizertin